# هيروكي كيكوتا
هيروكي كيكوتا (باليابانية: (菊田 裕樹)، من مواليد 29 أغسطس 1962، هو ملحن ومصمم ألعاب الفيديو ياباني، اشتهر بأعماله لإحدى سلاسل ألعاب الفيديو مثل سيكريت أف مانا وتريلز أف مانا وسوكايغي.